# Союз Т-1
Союз Т (также Союз Т-1) — шестой полёт корабля серии Союз 7К-С (до этого были Космос-670, Космос-772, Космос-869, Космос-1001, Космос-1074). Старт ракеты-носителя Союз 11А511У состоялся 16 декабря 1979 года в 15:29:50 МСК с космодрома Байконур. Полёт осуществлялся в беспилотном варианте, корабль осуществил стыковку и трёхмесячный совместный полет с орбитальной станцией Салют-6.
Данный корабль завершил цикл беспилотных испытаний серии кораблей серии Союз 7К-С, и уже следующий корабль, Союз Т-2, был пилотируемым.